# インクリメンタルサーチ
インクリメンタルサーチ（英語: incremental search）は、アプリケーションにおける検索方法のひとつ。検索したい単語をすべて入力した上で検索するのではなく、入力のたびごとに即座に候補を表示させる。逐語検索、逐次検索とも。

## 概要
通常、単語の検索を行うには、検索したい文字列を完全に入力してから開始させなければならない。
しかし、インクリメンタルサーチでは、検索したい文字列を1文字入力するたびに自動的に検索を開始する。辞書アプリケーションなどではあてはまるものすべてがリストアップされ、エディタであれば即近の項目にジャンプする。文字を追加入力することにより絞り込みも行える。
このことにより、検索単語のすべてを打ち込む必要がなく、入力の誤りへの対処も即座に行うことができ、人間側の手間を省くことが期待できる。
検索が主体となるアプリケーションや電子文具、特に辞書やアドレス帳、などで採用される。また、頻繁に検索を行うアプリケーション、例えばエディタやウェブブラウザの機能にも採り上げられている。ウェブサイトでは、例としてGoogleの検索エンジン等が挙げられる。携帯電話のかな漢字変換システムとして多数の採用例があるPOBoxも同様の方法論で入力の手間を省いている。
日本語のような単語入力に変換や候補確定作業が必要な言語では、その手間によって即座に反映されることの利点が減殺される。その救済策として、ローマ字を入力中の段階から随時正規表現による漢字やひらがなで反映させるmigemoライブラリが開発され、主にUnixを母体とするアプリケーション類で対応が進んでいる。

## 挙動
インクリメンタルサーチの挙動を以下に例示する。
- 検索文字列：検索に失敗した
- 検索対象：検索の動作検証のため検査員が点検を行ったところ、検索に失敗した。

一文字目：検
検索結果：検索の動作検証のため検査員が点検を行ったところ、検索に失敗した
二文字目：検索
検索結果：検索の動作検証のため検査員が点検を行ったところ、検索に失敗した。
三文字目：検索に
検索結果：検索の動作検証のため検査員が点検を行ったところ、検索に失敗した。